# Firdavsbek Musabekov
Firdavsbek Musabekov (11 de febrero de 1997) es un deportista uzbeko que compite en natación adaptada. Ganó una medalla de oro en los Juegos Paralímpicos de Río de Janeiro 2016 en la prueba de 100 m braza (clase SB13).

## Palmarés internacional
| Juegos Paralímpicos | Juegos Paralímpicos     | Juegos Paralímpicos | Juegos Paralímpicos |
| Año                 | Lugar                   | Medalla             | Prueba              |
| ------------------- | ----------------------- | ------------------- | ------------------- |
| 2016                | Río de Janeiro (Brasil) | Medalla de oro      | 100 m braza SB13    |